# Хуан Вільяр
Хуан Вільяр Васкес (ісп. Juan Villar Vázquez; 19 травня 1988, Ароче) — іспанський футболіст, гравець клубу «Осасуна».

## Клубна кар'єра
Молодіжну кар'єру Хуан провів в академії футбольного клубу «Рекреатіво». Бувши її вихованцем протягом багатьох років, Вільяр демонстрував стрімкий розвиток, а в матчах молодіжної команди він виступав на гідному рівні, забиваючи чимало м'ячів у ворота суперників. Професійному рівню Хуан відповідав уже 2007 року. Тоді він уклав з клубом «Рекреатіво» перший професійний контракт у кар'єрі. Клуб бажав продовжувати стосунки з нападником, бо Хуан володів високим потенціалом і був дуже перспективним гравцем.
У резервній команді «Рекреатіво Б» Хуан почав виступати з 2007 року. Протягом дебютного сезону Вільяр отримав кілька матчів ігрової практики, якими він зацікавив головного тренера клубу. Наступного року Вільяра викликали на кілька матчів першої команди, де йому вдалося проявити себе з дуже хорошого боку. Після повернення з головної команди «Рекреатіво» у резерві Хуану залишалося зовсім недовго, ще один рік. 2009 року Вільяр остаточно покинув «Рекреатіво Б», перебравшись у розташування «Рекреатіво». Через рік Хуана відправили виступати за клуб «Сан-Роке», з яким іспанець уклав договір оренди. Тривалість оренди становила один сезон, протягом якого нападник відзначився 10 забитими м'ячами в 30 матчах тимчасового клубу «Сан-Роке».
З 2010 року Хуан, після повернення з оренди, більше не залишав розташування рідного «Рекреатіво». За весь час, проведений у складі іспанського клубу, Хуан Вільяр зіграв у 66 матчах і забив 8 м'ячів. У 2012 році покинув «Рекреатіво» і став футболістом «Кадіс». Протягом року зіграв 108 матчів і забив 41 гол. З 2015 року є гравцем футбольного клубу «Реал Вальядолід».

## Статистика виступів

### Статистика клубних виступів
Станом на 16 січня 2018
| Сезон                       | Команда                     | Чемпіонат                   | Чемпіонат | Чемпіонат | Національний кубок | Національний кубок | Національний кубок | Континентальні кубки | Континентальні кубки | Континентальні кубки | Інші змагання | Інші змагання | Інші змагання | Усього | Усього | Усього |
| Сезон                       | Команда                     | Ліга                        | Ігор      | Голів     | Ліга               | Ігор               | Голів              | Ліга                 | Ігор                 | Голів                | Ліга          | Ігор          | Голів         | Ігор   | Голів  |        |
| --------------------------- | --------------------------- | --------------------------- | --------- | --------- | ------------------ | ------------------ | ------------------ | -------------------- | -------------------- | -------------------- | ------------- | ------------- | ------------- | ------ | ------ | ------ |
| 2008–09                     | «Рекреатіво»                | ПД                          | 2         | 0         | КІ                 | 0                  | 0                  |                      | -                    | -                    |               | -             | -             | 2      | 0      |        |
| 2009–10                     | «Сан-Роке»                  | СДБ                         | 30        | 10        | КІ                 | 0                  | 0                  |                      | -                    | -                    |               | -             | -             | 30     | 10     |        |
| 2010–11                     | «Рекреатіво»                | СД                          | 30        | 5         | КІ                 | 1                  | 0                  |                      | -                    | -                    |               | -             | -             | 31     | 5      |        |
| 2011–12                     | «Рекреатіво»                | СД                          | 34        | 2         | КІ                 | 0                  | 0                  |                      | -                    | -                    |               | -             | -             | 34     | 2      |        |
| Усього за «Рекреатіво»      | Усього за «Рекреатіво»      | Усього за «Рекреатіво»      | 66        | 7         |                    | 1                  | 0                  |                      | -                    | -                    |               | -             | -             | 67     | 7      |        |
| 2012–13                     | «Кадіс»                     | СДБ                         | 36        | 10        | КІ                 | 2                  | 0                  |                      | -                    | -                    |               | -             | -             | 38     | 10     |        |
| 2013–14                     | «Кадіс»                     | СДБ                         | 36        | 19        | КІ                 | 0                  | 0                  |                      | -                    | -                    |               | -             | -             | 36     | 19     |        |
| 2014–15                     | «Кадіс»                     | СДБ                         | 36        | 12        | КІ                 | 4                  | 1                  |                      | -                    | -                    |               | -             | -             | 40     | 13     |        |
| Усього за «Кадіс»           | Усього за «Кадіс»           | Усього за «Кадіс»           | 108       | 41        |                    | 6                  | 1                  |                      | -                    | -                    |               | -             | -             | 114    | 42     |        |
| 2015–16                     | «Реал Вальядолід»           | СД                          | 39        | 15        | КІ                 | 1                  | 0                  |                      | -                    | -                    |               | -             | -             | 40     | 15     |        |
| 2016–17                     | «Реал Вальядолід»           | СД                          | 31        | 10        | КІ                 | 1                  | 0                  |                      | -                    | -                    |               | -             | -             | 32     | 10     |        |
| Усього за «Реал Вальядолід» | Усього за «Реал Вальядолід» | Усього за «Реал Вальядолід» | 70        | 25        |                    | 2                  | 0                  |                      | -                    | -                    |               | -             | -             | 72     | 25     |        |
| 2017–18                     | «Тенерифе»                  | СД                          | 13        | 2         | КІ                 | 0                  | 0                  |                      | -                    | -                    |               | -             | -             | 13     | 2      |        |
| Усього за кар'єру           | Усього за кар'єру           | Усього за кар'єру           | 287       | 85        |                    | 9                  | 1                  |                      | -                    | -                    |               | -             | -             | 296    | 86     |        |